# Ржепишевский, Александр Иванович
Александр Иванович Ржепишевский (1879, Аккерман, Бессарабская губерния — 1930, Москва) — русский и советский архитектор.

## Биография
Александр Иванович Ржепишевский родился в г. Аккерман (Белгород-Днестровский) Бессарабской губернии в семье военнослужащего пограничных войск. После окончания гимназии в Одессе поступил в Институт гражданских инженеров императора Николая I в Санкт-Петербурге, который окончил с золотой медалью в 1903 году. Получил право на стажировку в университете Сорбонна, Париж (1904—1906). В 1908—1910 годах жил в Санкт-Петербурге, зарабатывал на жизнь составлением конкурсных проектов. Известны несколько его совместных проектов с Николаем Васильевым, один из которых — здание Харьковского городского купеческого банка (2-я премия), был принят к постройке. В 1910 году принял предложение переехать в Харьков для ведения авторского надзора на строительстве банка. Одновременно с этим исполнял обязанности внештатного городского архитектора. На волне строительного бума в Харькове получил большое количество частных заказов, открыл собственную мастерскую. По проектам Александра Ржепишевского до революции были построены ряд доходных домов, особняков, общественных и промышленных зданий — всего 27 построек. Лучшие его работы обладают характерным стилем, близком к северному модерну и петербургской архитектурной школе, что выделяет их на фоне других харьковских построек того периода. Организовал строительство в Харькове «компанейских» (кооперативных) домов, где жильцы были собственниками, а не арендаторами своих квартир. Помимо профессиональной вел общественную деятельность.
После революции в 1920 году выехал в Крым, после — в Москву. Работал главным архитектором треста «Мосдрев». Автор ряда жилых зданий в Москве и санатория «Долоссы» в Ялте. В последние годы работал заведующим проектно-конструкторским отделом треста «Стандарт-Бетон». Жил в Москве по адресу: улица Герцена, 39, кв. 17. Умер 17 января 1930 года от инсульта.

### Семья
- Дочери:
  - Наталия Александровна Глан (урождённая Ржепишевская, 1904—1966) — советская танцовщица, хореограф, актриса.
  - Галина Александровна Шаховская (урождённая Ржепишевская, 1908—1995) — советский балетмейстер.

## Постройки в Харькове

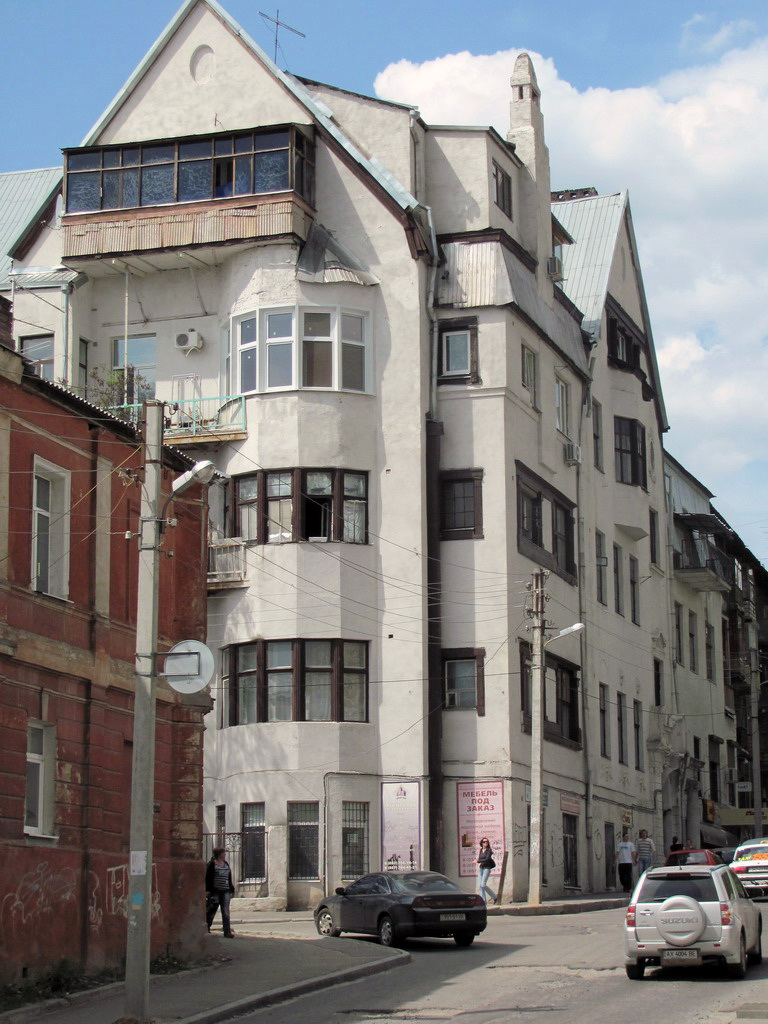
«Дом Гельфериха»

- Купеческий банк и гостиница «Астория», 1909—1913. Совместно с Н. В. Васильевым — пл. Павловская, 10
- Торгово — складское здание Миндовского, 1910 — ул. Рождественская, 6
- Торговый дом Бакакина, 1910 — ул. Рождественская, 17
- Компанейский дом на ул. Рымарской, 6 — 1912
- Дом режиссёра Н. Н. Синельникова, 1913 — ул. Дарвина, 29
- Доходный дом Товарищества «М. Гельферих-Саде», 1910—1913 — ул. Маршала Бажанова, 14
- Кооперативный («компанейский») жилой комплекс на ул. Рымарской, 19 — 1914. Современный жилой комплекс с двором-курдонером, по образцу подобных зданий в Санкт-Петербурге, одна из крупнейших дореволюционных построек в Харькове. В доме располагалась мастерская и квартира архитектора
- Дом купца Молдавского, 1915. Совместно с И. Тенне — ул. Дарвина, 4
- Жилой дом, ул. Юлия Чигирина 8
- Больница Красного Креста на пл. Фейербаха, 5